# Bruine Put
De Bruine Put is een helling in de Belgische plaats Dworp in Vlaams-Brabant. De hoogte bevindt zich ten noorden van het dorpscentrum van Dworp, tussen Dworp en Lot.

## Wielrennen
De helling is vooral bekend door de wielerwedstrijd de Brabantse Pijl. In deze wedstrijd wordt over de Lotsesteenweg de Bruine Put steeds via de Lot-kant beklommen. De kant die vanuit het centrum van Dworp vertrekt is echter lastiger. Deze kant werd door de renners in de Ronde van Frankrijk van 2004 nog genomen.